# Paralichthys schmitti
Paralichthys schmitti är en fiskart som beskrevs av Ginsburg, 1933. Paralichthys schmitti ingår i släktet Paralichthys och familjen Paralichthyidae. IUCN kategoriserar arten globalt som otillräckligt studerad. Inga underarter finns listade i Catalogue of Life.